# Cobarus planus
Cobarus planus är en stekelart som beskrevs av Boucek 1988. Cobarus planus ingår i släktet Cobarus och familjen finglanssteklar. Inga underarter finns listade i Catalogue of Life.